# カール・アウグスト・ボレ

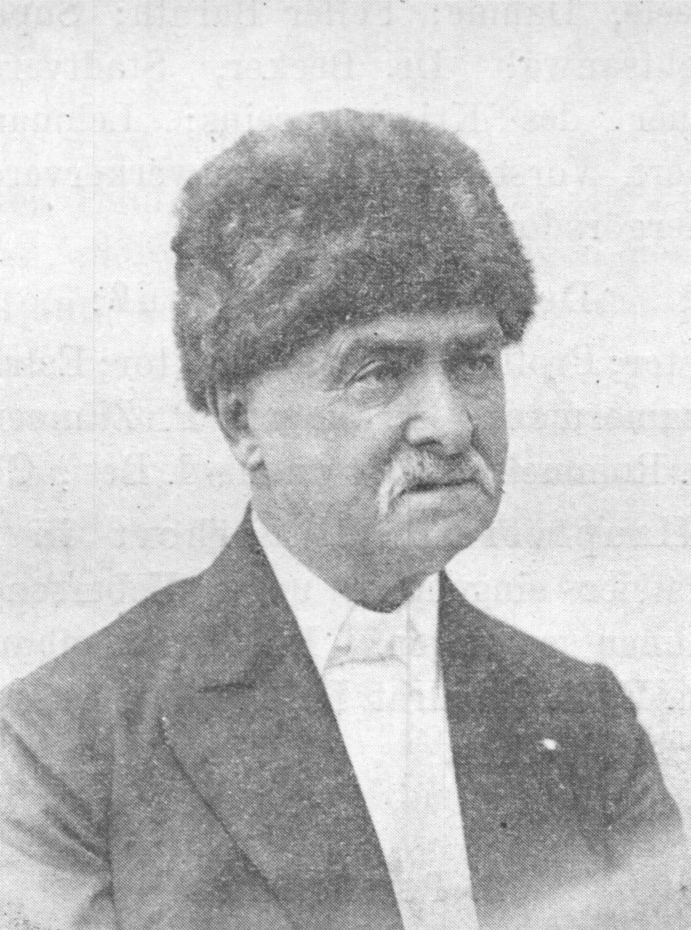
Carl Bolle (1902)

カール・アウグスト・ボレ（Carl August Bolle、1821年11月21日 - 1909年2月17日）はドイツの博物学者である。

## 略歴
ベルリンのシェーネベルクの裕福な醸造業者の息子に生まれた。ベルリン最古の公立学校、 Französische Gymnasiumで学んだ後、ベルリン大学、ボン大学で博物学を学んだ。1842年にドイツの自由主義運動を主導したブルシェンシャフト（学生組合）に加わったが、1846年に再度、ベルリン大学に入学し、医学を学び、高山植物に関する論文で博士号を得た。医学の博士号を得たが、医師として働くことは無く、博物学のアマチュア研究家として働いた。1852年と1856年にカーボベルデとカナリー諸島を訪れ、1857年にカナリア諸島の鳥類に関する著書、"Mein zweiter Beitrag zur Vogelkunde der Canarischen Inseln"を出版した。
ドイツ鳥類学会（Deutschen Ornithologen-Gesellschaft）の創立メンバーであり、1884年にアルフレート・ブレームの後を継いで会長となった。
ベルリンのテーゲル湖の島を購入し、屋敷を建て樹木園を作った。屋敷は失われたが、ボレの植えた樹木は保存されている。
ハト科の鳥類の種、Columba bolliiに献名されている。